# ISO 3166-2:BQ
ISO 3166-2:BQ è il sottogruppo dello standard ISO 3166-2 riservato ai Paesi Bassi caraibici (noti anche come Isole BES), ossia all'insieme delle isole Bonaire, Sint Eustatius e Saba, municipalità speciali dei Paesi Bassi.
Lo standard ISO 3166-2, seconda parte dello standard ISO 3166, pubblicato dall'Organizzazione internazionale per la normazione (ISO), è stato creato per codificare i nomi delle suddivisioni territoriali delle nazioni e delle aree dipendenti codificate nello standard ISO 3166-1.
Attualmente, nello standard ISO 3166-2 sono stati definiti codici per 3 municipalità speciali per le Isole BES.
Ogni codice consiste in due parti separate da un trattino. La prima parte è il codice ISO 3166-1 alpha-2 delle Isole BES, ossia BQ, mentre la seconda parte è formata da due lettere.
Ad ognuna delle tre municipalità speciali è stato inoltre assegnato un codice ISO 3166-2 all'interno del sottogruppo dei Paesi Bassi.

## Codici attuali
I nomi delle suddivisioni sono elencati come nello standard ISO 3166-2 pubblicato dalla ISO 3166 Maintenance Agency (ISO 3166/MA).
Clickate sul titolo della colonna per ordinare le voci.
| Codice | Nome suddivisione  | Nome suddivisione | Codice ISO 3166-2 dei Paesi Bassi |
| Codice | Inglese e olandese | Papiamento        | Codice ISO 3166-2 dei Paesi Bassi |
| ------ | ------------------ | ----------------- | --------------------------------- |
| BQ-BO  | Bonaire            | Boneiru           | NL-BQ1                            |
| BQ-SA  | Saba               | Saba              | NL-BQ2                            |
| BQ-SE  | Sint Eustatius     | Sint Eustatius    | NL-BQ3                            |

## Modifiche
Le seguenti modifiche al sottogruppo sono state annunciate nella newsletter ISO 3166/MA dopo la prima pubblicazione dello standard ISO 3166-2 nel 1998:
| Newsletter      | Data                             | Descrizione della modifica nella newsletter                                                                                            |
| --------------- | -------------------------------- | --- |
| Newsletter II-3 | 2011-12-13 (corretto 2011-12-15) | Aggiunta di un codice per uniformare ISO 3166-1 e ISO 3166-2, aggiunta di due suddivisioni e aggiornamento del numero di suddivisioni. |